# Nakhla Tobacco

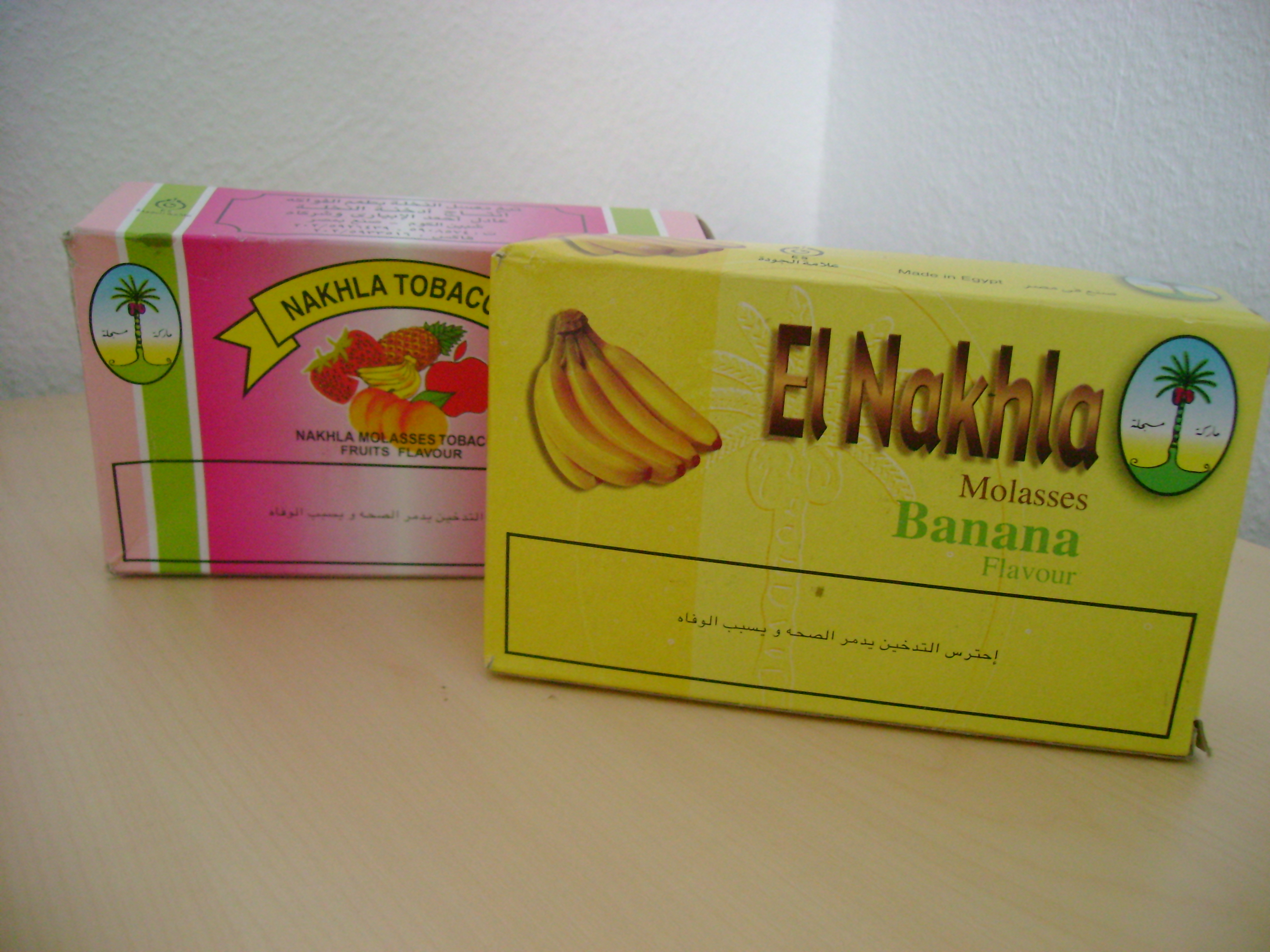
Nakhla-Tabak

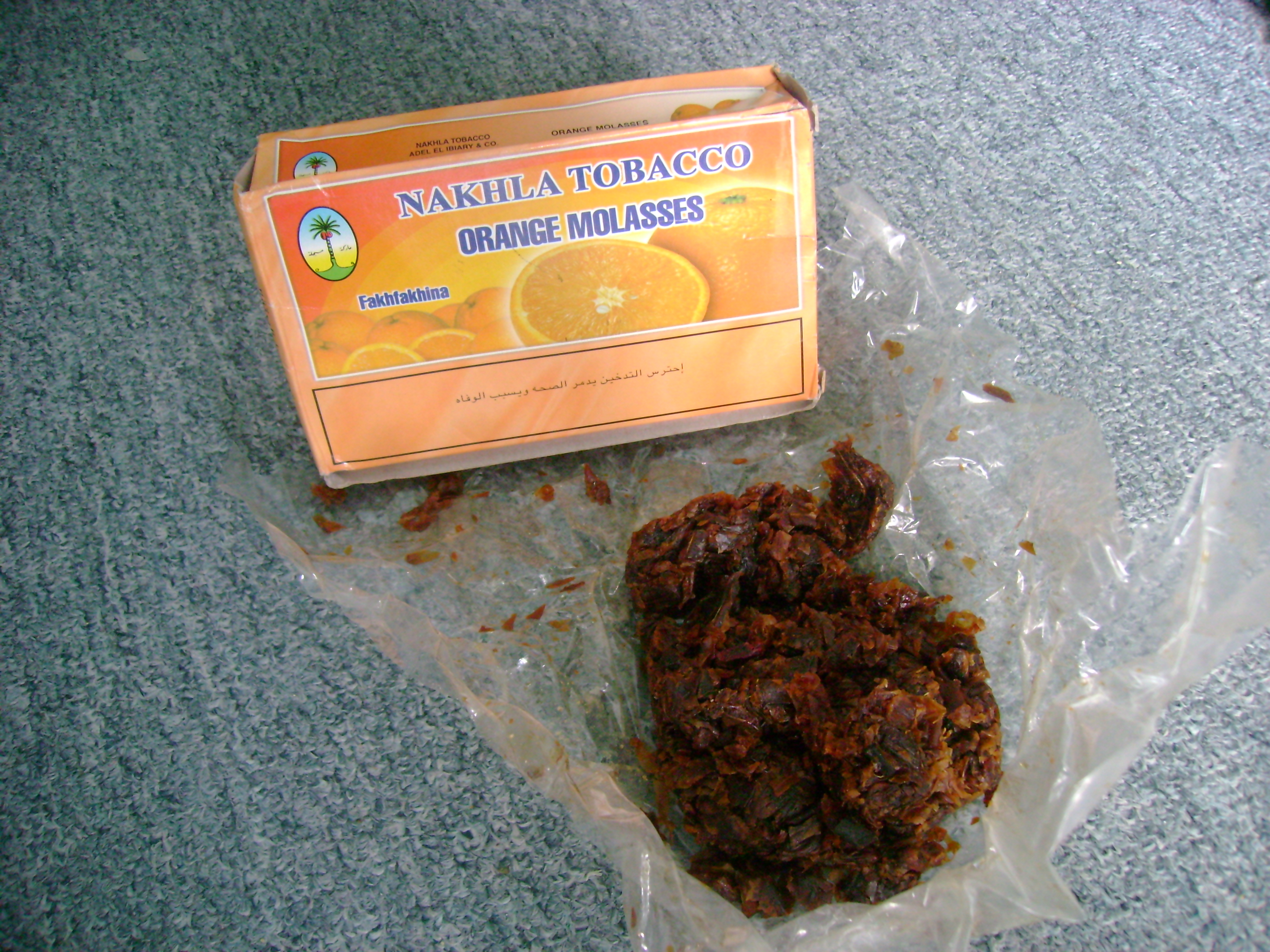
Nakhla-Tabak Orange Offen

Nakhla Tobacco (arabisch نخلة, DMG Naḫla ‚Palme‘) ist ein ägyptischer Tabakhersteller, der aromatisierte Tabake für Shishas (Wasserpfeifen) sowie Shishas und andere Tabakwaren produziert.

## Firmengeschichte
Im Jahre 1913 gründete Saleh Mohammed El Ibiary in seinem Geburtsort Shebin El-Kom (Ägypten) eine Fabrik für die Verarbeitung und Herstellung des sogenannten „Mu'assal“ (ein starker, unaromatisierter, schwarzer Tabak – heute erhältlich unter dem Namen „Zaghloul“). Er verwaltete die Fabrik bis 1955, danach übernahm sein Sohn Adel Ahmed Saleh El Ibiary die Fabrik. Dieser brachte neue Tabaksorten auf den Markt, die dennoch den „typische ägyptischen“ Geschmack hatten. Das erste Produkt aus dieser neuen Reihe war Muassel El-Zaghloul und wurde schnell bekannt. Nach dem Erfolg begann El Ibiary, seine Produkte auch weltweit zu vertreiben.
Heute gehört Nakhla Tobacco zu den erfolgreichsten Shisha-Tabak-Produzenten der Welt. Einem Bericht des Shisha-Fachmagazins hookahMag zufolge, sind 55–60 Prozent der Tabak-Produktionsmenge für den Export bestimmt. Der Rest ist ausschließlich für den ägyptischen Markt. Der Exportanteil nach Deutschland liegt hierbei laut Atef El Ibiary, dem Export-Manager der Firma, im Jahr 2006 bei etwa einem Prozent der Produktionsmenge.
Die Firma Aladin aus Wiesbaden ist der Generalimporteur der Firma Nakhla in Deutschland und vertreibt als Großhändler die gesamte Produktlinie.
Nakhla Tobacco hatte im Jahr 2011 weltweit eine Absatzmenge an Tabakwaren von 24.000 Tonnen und wurde im März 2013 vom international tätigen Tabak-, Nahrungsmittel- und Pharmakonzern Japan Tobacco übernommen.

## Produkte

### Produktgruppen
Die Nakhla-Produkte sind in vier verschiedene Produktgruppen, A, B, C und D, gegliedert. Weiterhin gibt es drei neue Produktgruppen namens Sheherazade, Mizo & Nakhla Mix, die jedoch noch keiner der aktuellen Gruppen zugeordnet sind. In Deutschland sind aufgrund der deutschen Tabakverordnung die Tabake nur in feuchtigkeitsreduzierter Form im Handel.
Gruppe A
In der Produktgruppe A findet man den typisch arabischen Shishatabak, der nicht aromatisiert wird. Dieser wird meistens nur im arabischen Raum geraucht. Die Sorten nennen sich „Zaghloul“, „Zaghloul Light“, „Kass“, „Bata“ und „Khan El Khalili“.
Gruppe B
In Gruppe B findet man aromatisierte Tabake, die nach Früchten schmecken: Apfel, Erdbeere, Minze, Aprikose, Multifrucht, Pfirsich, Banane und Kokosnuss.
Gruppe C
In Gruppe C findet man auch aromatisierte Tabake. Darunter befindet sich die El-Basha-Serie von Nakhla, aus der vor allem der Silverapple-Tabak beliebt ist. Weiterhin finden sich hier Sorten wie Doppelapfel, Lakritze, Ascandarani-Apfel, Kirsche, Honigmelone, Jasmine, Rose, Erdbeere, Karamell, Traube und Cappuccino.
Gruppe D
In der Gruppe D befinden sich folgende Tabake: Zitrone, Orange, Mango, Arabischer Kaffee, Sweets, Cola, Vanille, Pistazie, Apfel, Rose und Mandarine.
Sheherazade
Sheherazade ist eine weitere Tabaklinie von Nakhla. Sie kostet nur unwesentlich mehr und ist bei den 200-g-Verpackungseinheiten, bis auf Tropicana, dessen Packung schwarz ist und die Abbildung einer Palme enthält, in einem Karton mit 3D-Chromeffekt verpackt. In dieser Gruppe gibt es folgende Geschmacksrichtungen: „Tropicana“, „Cardamom“, „Chocomint“ (Schokolade-Minze), „Earl Grey“, „Marguerita“ und „Zimt“.
Mizo
Mizo ist der Name einer im Jahr 2008 erschienenen Produktreihe von Nakhla. In den Geschmacksrichtungen Pfirsich, Apfel, Minze, Weiße Traube, Guave, Wassermelone, Kirsche, Himbeere, Orange, Limone, Litschi und Blaubeere verfügbar, soll Mizo ein besser rauchender Tabak mit einem länger anhaltenden und intensiverem Geschmack sein. Seit Mai 2008 ist die neue Produktionsreihe auch in Deutschland erhältlich.
Mix
Mix ist der Name einer im Jahr 2011 erschienenen Produktreihe von Nakhla. Bei dieser Produktreihe hat sich Nakhla nicht unbedingt am Standard-Geschmack orientiert. Der Tabak ist in den Geschmacksrichtungen „Brandy“, „Cosmopolitan“, „Flames“ (Zimt-Tequila),  „Ice Apple“, „Ice Grape Mint“, „Ice Lemon Mint“, „Ice Raspberry Mint“, „Ice Watermelon Mint“, „Orange Peach“ und „Shisha on the Beach“ verfügbar. Die Verpackungsgrößen sind 50 g und 200 g.

## Inhaltsstoffe
- Nikotin
- Teer (erst bei Verbrennung)
- getrocknete Tabakblätter
- Geschmacksstoffe
- Glycerin

## Weblink
- Nakhla Tobacco (engl.)